# Twarda laska
Twarda laska (ang. Saving Silverman) – amerykański film komediowy z 2001 roku.

## Opis fabuły
Darren spotyka w barze piękną dziewczynę Judith, w której się bez pamięci zakochuje. Jego nowa miłość okazuje się być bardzo zaborcza. Nie akceptuje jego dwóch kumpli, z którymi był dotąd blisko związany i nie pozwala mu się z nimi spotykać. Darren akceptuje jej warunki co wzbudza irytację jego dawnych kolegów. Postanawiają „odbić” Darrena z jej rąk.

## Obsada
- Steve Zahn – narrator/Wayne Lefessier
- Jack Black – J.D. McNugent
- Jason Biggs – Darren Silverman
- Amanda Peet – Judith „Judy” Fessbeggler, Ph.D.
- Amanda Detmer – Sandy Perkus
- R. Lee Ermey – Trener Norton
- Neil Diamond
- Kyle Gass – Bar Dude
- Norman Armour – minister
- Colin Foo – pan Chang
- Odessa Munroe – dziwka
- David Neale – policjant na komisariacie
- Blake Stovin – tato Wayne’a
- Brittany Moldowan – mała dziewczynka
- Phil Trasolini – sędzia przy linii bocznej